# Rainbow Bridge (Oxford)

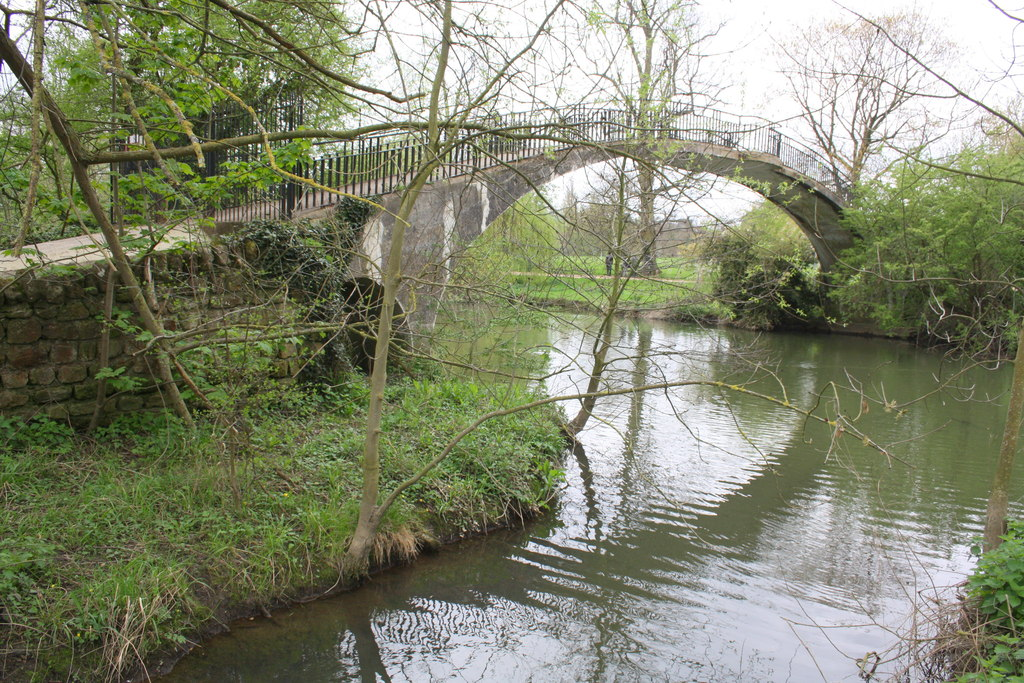
Die Rainbow Bridge

Die Rainbow Bridge (deutsch Regenbogenbrücke, offiziell High Bridge) ist eine Fußgängerbrücke über den River Cherwell in den University Parks in Oxford, Vereinigtes Königreich. Die 21 m lange und dabei nur 1,50 m breite Bogenbrücke wurde 1923–24 durch die University of Oxford erbaut, von verschiedenen Colleges der Universität sowie privaten Geldgebern finanziert und schließlich durch im Rahmen eines Projektes für arbeitslose Bauarbeiter umgesetzt. Sie verbindet die University Parks mit New Marston im Nordosten der Stadt und ragt an ihrem höchsten Punkt 3,05 m über den Wasserspiegel, hoch genug, dass Hausboote unter ihr hindurchfahren können.